# لئاندرو سوموزا
لئاندرو سوموزا (انگلیسی: Leandro Somoza؛ زادهٔ ۲۶ ژانویهٔ ۱۹۸۱) بازیکن سابق و مربی فوتبال اهل آرژانتین است که در پست هافبک دفاعی بازی می‌کرد.
وی همچنین در تیم ملی فوتبال آرژانتین بازی کرده‌است.